# Bentyra divisa
Bentyra divisa är en stekelart som först beskrevs av Gyöö Viktor Szépligeti 1908.  Bentyra divisa ingår i släktet Bentyra och familjen brokparasitsteklar. Inga underarter finns listade.